# Polyosma parviflora
Polyosma parviflora är en tvåhjärtbladig växtart som beskrevs av King. Polyosma parviflora ingår i släktet Polyosma och familjen Escalloniaceae. Inga underarter finns listade i Catalogue of Life.